# Siren simpsoni
Siren simpsoni — викопний вид земноводних з роду сирен (Siren) родини Сиренові (Sirenidae). Вид існував у кінці міоцену у Північній Америці. Скам'янілі рештки амфібії знайдені у штаті Флорида. Голотип (номер MCZ 2284) складається з набору хребців грудного відділу.